# Fahrrad-Monument
Das Fahrrad-Monument ist ein Monument im Süden von Aşgabat, der Hauptstadt Turkmenistans. Es wurde anlässlich des Weltfahrradtags am 3. Juni 2020 offiziell eröffnet und hat eine Höhe von 30 Metern. 

## Aufbau
Das Monument befindet sich inmitten eines weitläufigen Kreisverkehrs im Süden Aşgabats und überragt dessen Mittelinsel. Das zentrale Element des Monuments ist eine blaue Scheibe, die vertikal aufgestellt ist und eine Höhe von 30 Metern erreicht. Auf der Scheibe ist eine Karte Turkmenistans abgebildet, auf der berühmte Gebäude und Symbole des Landes zu erkennen sind, unter anderem das Unabhängigkeitsdenkmal und der Hochzeitspalast Aşgabat. Diese zentrale Scheibe wird von einem weißen Ring umgeben, auf dessen Oberfläche goldene Statuen von Radfahrern platziert sind. Diese Radfahrer können sich auf dem Ring fortbewegen, sodass sie die blaue Scheibe mit der Karte Turkmenistans umkreisen. Im unteren Bereich des Monuments befinden sich goldene Statuen von Kamelen und Pferden, die eine Verbindung zur turkmenischen Kultur und Tradition herstellen.

## Baugeschichte
Am 8. Juni 2018 gab der turkmenische Präsident Gurbanguly Berdimuhamedow bei einer Kabinettssitzung die Anweisung zum Bau des Monuments in Aşgabat. Bereits am 12. April 2018 war durch eine UN-Resolution auf eine Initiative Turkmenistans hin der Weltfahrradtag am 3. Juni eingerichtet worden. In Turkmenistan wird der Weltfahrradtag seitdem besonders umfangreich gefeiert und ist Teil der Bemühungen der Regierung, die Verbreitung des Sports und die körperliche Fitness der Bevölkerung Turkmenistans zu verbessern. Am 19. April 2020 inspizierte Präsident Berdimuhamedow im Rahmen einer Fahrradtour durch die turkmenische Hauptstadt die Fortschritte beim Bau des Monuments.
Die Bauarbeiten kamen fristgerecht im Mai 2020 zum Abschluss, sodass die Eröffnung des Fahrrad-Monuments planmäßig im Rahmen der Feierlichkeiten zum Weltfahrradtag 2020 erfolgte. Die Feierlichkeiten fanden ungeachtet der COVID-19-Pandemie in der ursprünglich geplanten Form als Massenveranstaltung statt. Angaben der turkmenischen Regierung zur COVID-19-Pandemie in Turkmenistan zufolge hatte es bis dahin keine bestätigten Fälle des Virus in Turkmenistan gegeben. Zur Veranstaltung am neuen Monument kamen zahlreiche Regierungsmitglieder, Parlamentarier, Repräsentanten ausländischer Botschaften oder Organisationen und Bürgern Aşgabats größtenteils mit dem Fahrrad. Dort enthüllte Präsident Berdimuhamedow das Monument feierlich und lobte in seiner Rede die politischen Bemühungen, durch die Förderung von Sport und körperlicher Betätigung die Gesundheit und Stärke des turkmenischen Volks und insbesondere der jüngeren Generation zu verbessern. Im Anschluss an die Zeremonie startete Berdimuhamedow eine Fahrt durch die Straßen von Aşgabat, die er selbst mit dem Fahrrad anführte. Die zahlreichen Fahrradfahrer wurden dabei von bekannten turkmenischen Musikgruppen an der zwölf Kilometer langen Strecke unterstützt.